# Aegypius
Aegypius is een monotypisch geslacht van vogels uit de familie van de havikachtigen (Accipitridae). De wetenschappelijke naam van het geslacht is voor het eerst geldig gepubliceerd in 1809 door Marie Jules César Savigny.

## Soorten
De volgende soort is bij het geslacht ingedeeld:
- Aegypius monachus – Monniksgier